# Issam Ammour
Issam Ammour (14 de abril de 1993) es un deportista alemán que compite en bobsleigh en la modalidad doble. Ganó dos medallas en el Campeonato Mundial de Bobsleigh de 2024 y una medalla de oro en el Campeonato Europeo de Bobsleigh de 2024.

## Palmarés internacional
| Campeonato Mundial | Campeonato Mundial    | Campeonato Mundial | Campeonato Mundial |
| Año                | Lugar                 | Medalla            | Prueba             |
| ------------------ | --------------------- | ------------------ | ------------------ |
| 2024               | Winterberg (Alemania) | Medalla de plata   | Doble              |
| 2024               | Winterberg (Alemania) | Medalla de bronce  | Cuádruple          |
| Campeonato Europeo |                       |                    |                    |
| Año                | Lugar                 | Medalla            | Prueba             |
| 2024               | Sigulda (Letonia)     | Medalla de oro     | Doble              |